# Santa Elena de la Cruz, Zacatecas
Santa Elena de la Cruz är en ort i Mexiko.   Den ligger i kommunen Melchor Ocampo och delstaten Zacatecas, i den centrala delen av landet, 700 km nordväst om huvudstaden Mexico City. Santa Elena de la Cruz ligger 1 709 meter över havet och antalet invånare är 117.
Terrängen runt Santa Elena de la Cruz är kuperad åt sydväst, men åt nordost är den platt.  Trakten runt Santa Elena de la Cruz är nära nog obefolkad, med mindre än två invånare per kvadratkilometer. Närmaste större samhälle är El Rodeo, 11,3 km väster om Santa Elena de la Cruz. Omgivningarna runt Santa Elena de la Cruz är i huvudsak ett öppet busklandskap.